# Springfield Elementary
Springfield Elementary (Springfield Folkeskole) er den lokale skole i det fiktive Simpsons-tegnefilmsunivers.
Skolen er den eneste omtalte folkeskole i byen, og formodentlig også den eneste overhovedet. Dette er om ikke andet skolen både Bart og Lisa går på, i fællesskab med alle de andre springfield-figurer.
Skolen er latterligt underbetalt, og langt de fleste af skolens medarbejdere er decideret inkompetente og kantinemaden, der tilberedes af Lunchlady Doris er altid af laveste standard.
Skolens adresse er Plympton Street nummer 16.
Skolens design er identisk med Ainsworth Elementary School i Portland, Oregon, som var den folkeskole Matt Groening gik på som barn.

## Administration

### Seymour Skinner
Seymour Skinner leder skolen og kaldes således i den engelsksprogede version også for "Principal Skinner" – dvs. "Rektor Skinner".
Han havde på et tidspunkt en affære med læreren Edna Krabappel, som han også var tæt på at indgå ægteskab med. Hun faldt for ham trods af, at han som 40-årig fortsat bor hjemme hos sin mor.

### Superintendent Chalmers
Tekst mangler, hjælp os med at skrive teksten

### Leopold
Tekst mangler, hjælp os med at skrive teksten

## Lærere

### Edna Krabappel
Edna Krabappel underviser primæt Bart Simpson, men underviser også andre klasser. Hun er kendtegnende ved bl.a. at være storryger. Hun havde gennem et stykke tid en romance kørende med sin chef Seymour Skinner.

### Elizabeth Hoover
Tekst mangler, hjælp os med at skrive teksten

### Dewey Largo
Dewey Largo er Bart og Lisa's musiklærer og er nævnt et par gange i serien.

## Andre ansatte

### Otto Mann
Tekst mangler, hjælp os med at skrive teksten

### Groundskeeper Willie
Groundskeeper Willie er pedel på skolen og kan kendes på, at han går rundt i en kilt som et stolt symbol på sit skotske ophav.
Han klarer sit arbejde udmærket, men optræder oftest noget forvirret og kan blive særdeles rasende. Således mistænkes han også for at være stukket af fra et psykiatrisk hospital.

## Lunchlady Doris
Lunchlady Doris arbejder i skolens tvivlsomt hygiejniske kantine og fungerer desuden som sygeplejerske.

## Elever

### Bøller
- Nelson Muntz
- Jimbo Jones
- Kearney
- Dolph

### Andre elever
- Wendell Borton
- Lewis
- Martin Prince
- Sherri og Terri
- Bart Simpson
- Lisa Simpson
- Üter
- Milhouse Van Houten
- Ralph Wiggum